# П'ятий хрестовий похід
П'ятий хрестовий похід — хрестовий похід, що проходив у 1217–1221 роках. Його метою було повернення Єрусалиму під владу хрестоносців і відвоювання решти Святої Землі.

## Перед походом

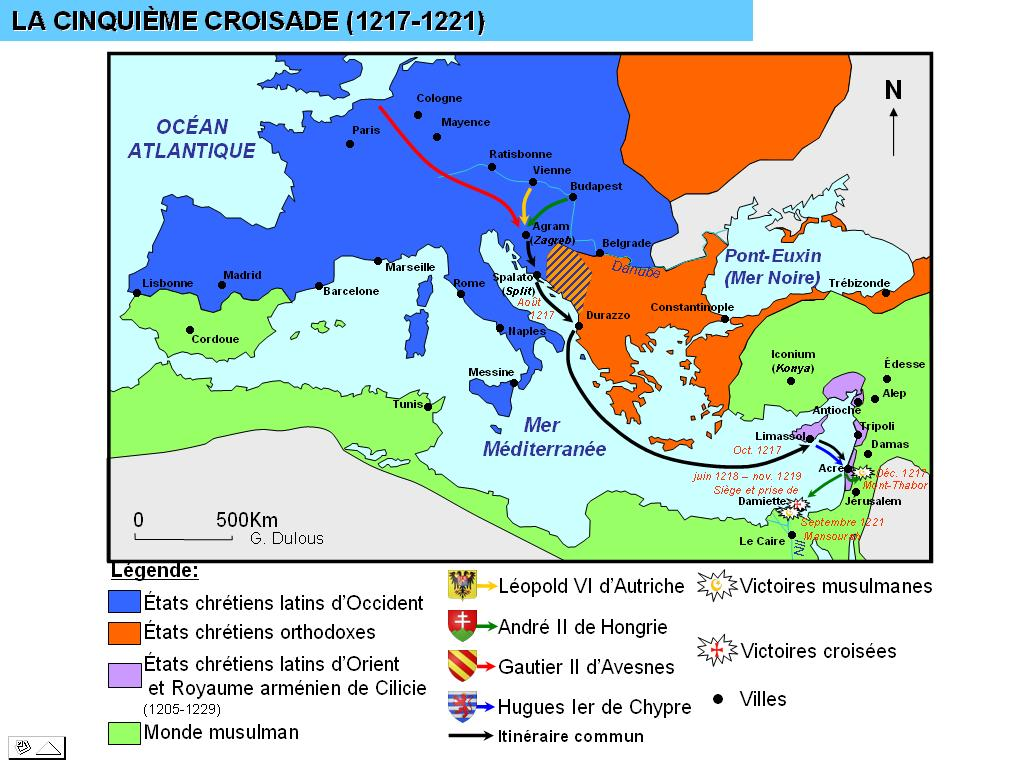
Карта 5-го хрестового походу

Новий хрестовий похід було проголошено 1215 року папою Інокентієм III на четвертому Латеранському соборі. У квітні 1213 він видав булу Quia maior, закликавши усіх християн приєднатися до нового походу. У 1215 році він повторно призвав християн у булі Ad Liberandam. Хрестовий похід мав розпочатися у 1217 році. До того моменту папа Інокентій III помер, але ідею походу підтримав його наступник Гонорій III. Усім, хто мав взяти безпосередню участь у поході, а також тим, хто давав на це гроші, було обіцяно індульгенції. Папа запланував, щоб сили хрестоносців зібралися в Бриндізі в 1216 році, і заборонив торгівлю з мусульманами, щоб гарантувати, що у хрестоносців будуть кораблі та зброя.
Похід розпочався попри те, що правитель Священної Римської імперії Фрідріх II, заклопотаний внутрішніми проблемами в імперії, в поході участі не брав, а король Англії Іоанн I Безземельний помер. Папа Інокентій зумів переконати Грузію взяти участь у хрестовому поході. Ізоляціоністська політика Грузії дозволила накопичити країні потужну армію та дуже велику концентрацію лицарів. Проте розвідувальні загони татаро-монголів на чолі з Джебе і Субедеєм розбили грузинську армію в двох послідовних боях. Після смерті грузинського короля Георгія IV Лаша його сестра королева Русудан, яка обійняла грузинській трон, написала Папі, що Грузія не може виконати свою обіцянку допомогти в хрестовому поході, тому що її армія «була знищена невідомими дикунами». Припускається, що незвично пасивна поведінка хрестоносців у пізніші роки полягала в тому, що вони все-таки чекали приєднання грузинської армії до них.
1217 року до Святої землі вирушили значні загони хрестоносців, на чолі яких встали Король Угорщини Андрій II, герцог Австрії Леопольд VI й герцог Меранський Оттон I. На відміну від інших хрестових походів, у Святу Землю вирушила лише незначна кількість французьких лицарів, оскільки багато з них вже воювали з альбігойцями, прихильниками єретичного вчення катарів, на півдні Франції.

## Перебіг походу
У липні 1217 король Угорщини і Хорватії Андрій вирушив із Загреба у супроводі Леопольда VI Австрійського та Отто I, герцога Меранського. Армія короля була великою, як мінімум, 10 000 солдатів, а також набагато більше «незліченних» піхотинців — більшість з них залишилися позаду, коли Андрій II та його вояки потрапили до Спліту через два місяці. Надалі їх перевозив Венеційський флот, що був найбільшим європейським флотом в ту епоху. Андрій та його вояки припливли 9 жовтня на Кіпр, звідти вони відпливли до Акри, і приєдналися до Жана де Брієна, правителя Єрусалимського королівства, короля Кіпру Гуго I та князя Антіохії Боемунда IV для боротьби проти аюбідів у Сирії. До часу свого повернення додому Андрій II залишався лідером християнських сил у п'ятому хрестовому поході. У жовтні 1217 року магістри госпітальєрів, тамплієрів і тевтонців з керівниками хрестового походу провели військову раду в Акрі, на якій керував Андрій.
10 листопада 1217 року армія короля Андрія перемогла султана Аль-Аділа I в Бетсаїде на річці Йордан. Мусульмани відійшли до своїх фортець та міст. У Єрусалимі стіни та укріплення були зруйновані, щоб християни не мали змоги захищати місто, якщо б їм вдалося взяти його. Мусульмани втекли з міста, побоюючись, що відбудеться повторення кровопролиття часів Першого хрестового походу. Катапульти і требушети хрестоносців не прибули вчасно на Святу Землю, через що їх атаки на фортеці Лівану та гору Табор не принесли відчутних результатів. Чимало часу Андрій витратив на збір святих реліквій. На початку 1218 року він, бувши тяжко хворим, вирішив повернутися додому. У лютому 1218 року Андрій та його армія, а також Боемунд IV і Гуго I повернулися додому.
Того ж року до Святої Землі прибув флот із загонами хрестоносців з північнонімецьких земель, до яких долучились голландські, фламандські та фризькі вояки під керівництвом Георга Видського та графа Голландії Вільгельма I. Ця частина військ зібралась на берегах Рейну і на кораблях плила обхідним шляхом через Гібралтарську протоку. На шляху до Святої Землі хрестоносці впродовж року допомагали християнам Португалії у боротьбі з маврами. Хрестоносці вирішили здійснити напад на Єгипет, який був на той час головним центром мусульманської могутності в Передній Азії. Син Аль-Аділя, Аль-Каміль (аль-Аділь помер 1218 року), запропонував надзвичайно вигідний мир: він погоджувався навіть на повернення Єрусалима християнам. Цю пропозицію було відхилено хрестоносцями. У серпні або вересні Франциск Ассізький прибув до табору хрестоносців щоб проповідувати. У листопаді 1219 року, після понад року облоги, хрестоносці з великими втратами взяли Дамієтту. Вихід з табору хрестоносців Леопольда й короля Іоанна Брієннського частково було компенсовано прибуттям до Єгипту Людвіга I Баварського з німцями. Частина хрестоносців, переконана папським легатом Пелагієм, рушила до Мансури, але похід закінчився повною невдачею, й хрестоносці уклали 1221 року з Аль-Камілем мир, за яким отримали вільний відступ, але зобов'язались очистити Дамієтту та загалом Єгипет. Аль-Каміль погодився на восьмирічну мирну угоду з Європою і повернення частки Істинного Хреста. Однак реліквія ніколи не була повернута, адже Аль-Каміль насправді не мав її. Між тим з Ізабеллою, дочкою Марії Іоланти та Іоанна Брієннського, одружився Фрідріх II. Він взяв зобов'язання перед папою розпочати новий хрестовий похід, адже на європейському континенті поширилися антипапські настрої, пов'язані з невдачею цього походу.